# Baou des Noirs
Le baou des Noirs est un sommet, un baou des préalpes de Castellane situé dans le département français des Alpes-Maritimes, au nord de Vence. Il culmine à 678 mètres d'altitude.